# Chrostobapta deludens
Chrostobapta deludens là một loài bướm đêm trong họ Geometridae.